# هيالورونيداز
هيالورونيداز (بالإنجليزية: Hyaluronidase) خاصيته الكيميائية (EC 3.2.1.35) .وهو إنزيم ينتمي إلى عائلة من الإنزيمات التي تحط من حمض الهيالورونيك. يعمل هذا الإنزيم على زيادة نفاذية الجلد، حيث يقوم مقام الفادرين الذي يتعاطاه مرضى الذبحة الصدرية وأمراض القلب عام.

## تواجده
في البشر، هناك ستة جينات مرتبطة بهذ ا الإنزيم وعائلته، بما في ذلك الإنزيمات هيالورونيداز-1، هيالورونيداز-2 ، هيالورونيداز-3، وهيالورونيداز PH-20. كما يتواجد أيضا في سم النحل ولعاب ديدان العلق الطبي، وايضا يتواجد في سموم بعض الحشرات والثعابين.

## الوظيفة
وذلك عن طريق حفز التحلل من حمض الهيالورونيك ، وهو المكون في المصفوفة خارج الخلية (ECM ) ، ويقوم هيالورونيداز بتقليل اللزوجة في حمض الهيالورونيك، وبالتالي يؤدي ذلك إلى زيادة نفاذية الأنسجة.

## الاستخدام الدوائي
يستخدم في الطب بالاشتراك مع أدوية أخرى. والتطبيقات الشائعة للإستخدامعه هي جراحات العيون، وفي تركيبة مع أدوية التخدير الموضعي . كما أنه يزيد من معدل امتصاص السوائل الوريدية التي عملية الحقن تحت الجلد، ويعتبر مساعد في تصوير الجهاز البولي تحت الجلد . ويستخدم أيضا ل هيالورونيداز مضاد لفرط البول.

## وصلات إضافية
- Hyaluronidase في المكتبة الوطنية الأمريكية للطب نظام فهرسة المواضيع الطبية (MeSH).